# Joseph Sheard

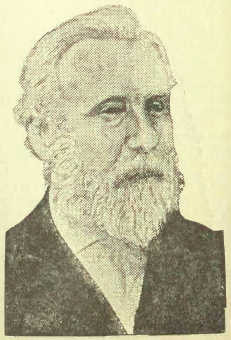
Joseph Sheard

Joseph Sheard (* 1813 in England; † 1883) war ein kanadischer Architekt, Politiker und 19. Bürgermeister von Toronto. 
Sheard wanderte 1833 nach York, dem damaligen Toronto, ein und begann seine berufliche Laufbahn als Schreiner, Bauhandwerker und arbeitete in den 1840er Jahren als Architekt. Als Bauleiter für öffentliche Bauten weigerte er sich, einen Galgen zu errichten, um die beiden Anführer der Oberkanadischen Rebellion Samuel Lount und Peter Matthews zu hängen. Sheard wurde für den Zeitraum Januar 1871 bis Januar 1872 vom Rat als Bürgermeister berufen.